# Hakkies Husselman
Pas d'image ? Cliquez ici

a Compétitions nationales et continentales officielles uniquement.

b Matchs officiels uniquement.
Dernière mise à jour le 7 avril 2025.
Dawid Husselman, plus connu sous le nom de Hakkies Husselman, né le 3 novembre 1972 à Tsumeb (Sud-Ouest africain), est un joueur de rugby à XV international namibien. Il joue au poste de demi de mêlée.
Il est entraineur de la sélection nationale de Namibie entre le 27 juin 2007 et 2008.

## Carrière

### En équipe nationale
Hakkies Husselman effectue son premier test match avec la Namibie le 3 juillet 1993 à l'occasion d'un match contre l'équipe du golfe Persique.
Il dispute trois matchs de la Coupe du monde 2003.

## Statistiques internationales
- 10 sélections
- 4 essais
- 20 points
- Sélections par saison : 1 en 1993, 2 en 1994, 3 en 2002, 3 en 2003.